# Юнгай (Чили)
Юнгай (исп. Yungay) — город в Чили. Административный центр одноимённой коммуны. Население — 9288 человек (2002). Город и коммуна входит в состав провинции Дигильин и области Ньюбле.
Территория коммуны — 823,5 км². Численность населения — 17 857 жителей (2007). Плотность населения — 21,68 чел./км².

## Расположение

Коммуна Юнгай на карте области Ньюбле

Город расположен в 58 км южнее административного центра области — города Чильян.
Коммуна граничит:
- на севере — с коммуной Пемуко
- на северо-востоке — с коммуной Пинто
- на востоке — с коммуной Антуко
- на юге — с коммунами Тукапель, Лос-Анхелес
- на западе — с коммуной Кабреро

## Демография
Согласно сведениям, собранным в ходе переписи Национальным институтом статистики, население коммуны составляет 17 857 человек, из которых 9146 мужчин и 8711 женщин.
Население коммуны составляет 0,9 % от общей численности населения области Био-Био. 30,85 % относится к сельскому населению и 69,15 % — городское население.

### Важнейшие населённые пункты коммуны
- Юнгай (город) — 9288 жителей
- Кампанарио (посёлок) — 2181 житель